# Susanne Riesch

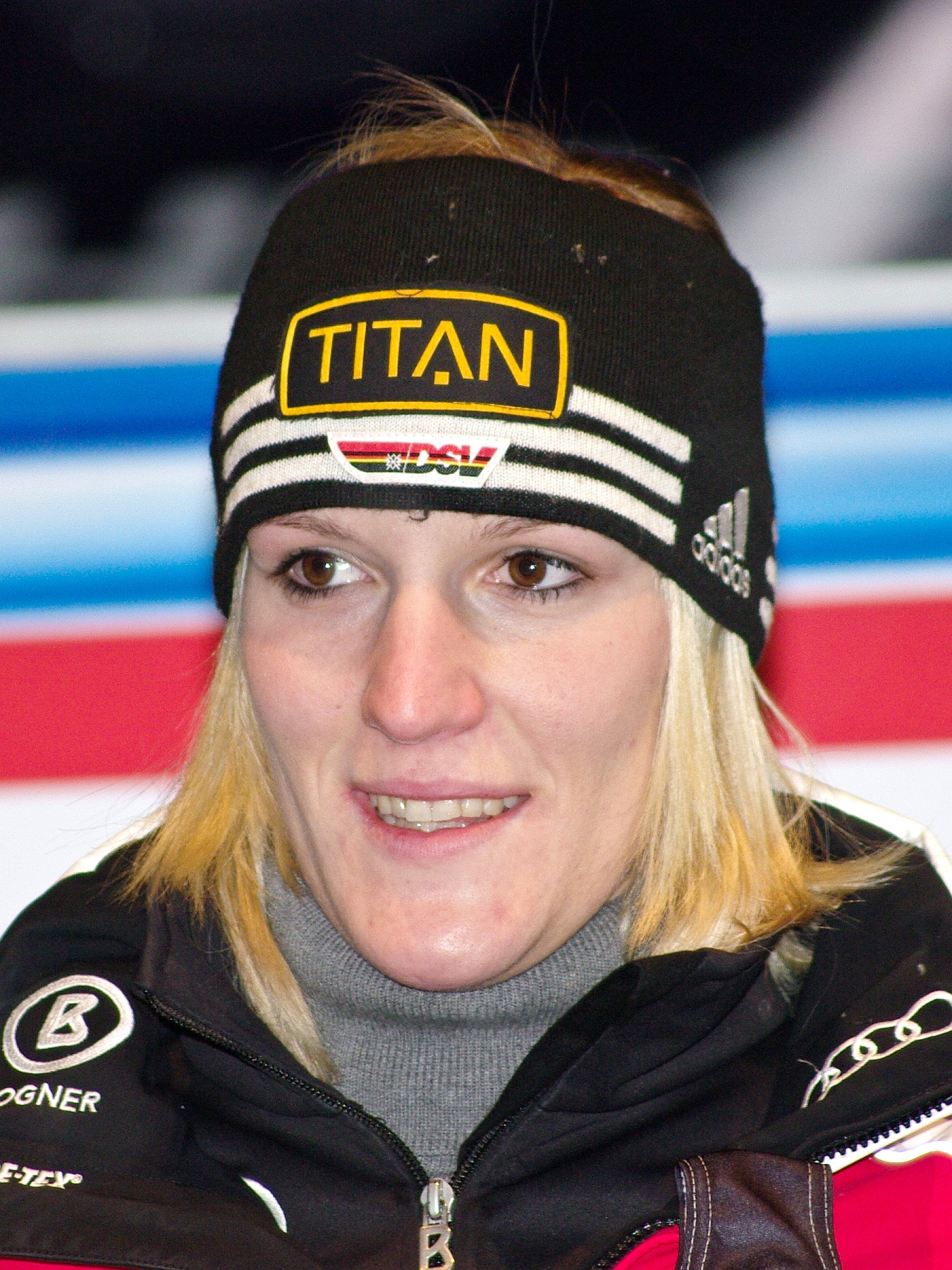
Susanne Riesch.

Susanne Riesch, nacida el 8 de diciembre de 1987 en Garmisch-Partenkirchen (Alemania), es una esquiadora que ha empezado a despuntar en la Copa del Mundo de Esquí Alpino desde la temporada 2008-2009, logrando dos podiums.
Tiene una hermana mayor, Maria, que también es esquiadora y que ya tiene un buen palmarés ganando 1 Mundial y varias pruebas y generales en la Copa del Mundo.

## Resultados

### Copa del Mundo

#### Clasificación general Copa del Mundo
- 2006-2007: 89.ª
- 2007-2008: 81.ª
- 2008-2009: 47.ª
- 2009-2010: 25.ª
- 2010-2011: 40.ª

#### Clasificación por disciplinas (Top-10)
- 2009-2010:
  - Eslalon: 7.ª